# Timothé Luwawu-Cabarrot
Timothé Luwawu-Cabarrot (Cannes, 9 de maio de 1995) é um jogador francês de basquete profissional que atualmente joga no Atlanta Hawks da National Basketball Association (NBA).
Ele jogou no Olympique Antibes da Liga Francesa e no Mega Leks da Liga Sérvia antes de ser selecionado pelo Philadelphia 76ers com a 24º escolha geral do Draft da NBA de 2016. Na NBA, ele jogou nos 76ers, Oklahoma City Thunder, Chicago Bulls e no Brooklyn Nets.

## Carreira profissional

### Olympique Antibes (2012–2015)
Entre 2012 e 2014, Luwawu-Cabarrot jogou um total de cinco jogos pelo Olympique Antibes. 
Em janeiro de 2014, ele assinou seu primeiro contrato profissional com o Antibes e, na temporada de 2014–15, tornou-se membro da equipe pela primeira vez. 
Em 42 jogos pelo Antibes em 2014-15, ele obteve médias de 7,1 pontos, 2,5 rebotes, 1,6 assistências e 1,1 roubadas de bola. Ele também ajudou a equipe a vencer a LNB Pro B Leaders Cup. Ele originalmente planejava entrar no Draft da NBA de 2015, mas não o fez.

### Mega Leks (2015-2016)
Em 5 de julho de 2015, Luwawu-Cabarrot assinou contrato com a Mega Leks da Sérvia para a temporada de 2015-16. 
Ele ajudou o clube a vencer a Copa da Sérvia. Em 28 jogos da Liga Sérvia, ele obteve médias de 14,6 pontos, 4,8 rebotes, 2,8 assistências e 1,7 roubadas de bola.

### Philadelphia 76ers (2016–2018)
Em abril de 2016, Luwawu-Cabarrot se declarou para o Draft da NBA de 2016. Ele foi selecionado pelo Philadelphia 76ers como a 24ª escolha geral no draft. Em 3 de julho de 2016, ele assinou um contrato de 4 anos e US$6.7 milhões com os 76ers e se juntou à equipe da Summer League de 2016.
Em 29 de outubro de 2016, ele estreou na NBA com uma derrota por 104-72 contra o Atlanta Hawks, registrando uma roubada de bola, uma assistência e uma roubada de bola em seis minutos.
Em 1 de fevereiro de 2017, ele fez o primeiro jogo como titular no lugar do machucado Robert Covington e marcou sete pontos em uma derrota por 113-95 para o Dallas Mavericks.
Em 10 de abril de 2017, ele marcou os 24 pontos da temporada com uma derrota de 120-111 no Indiana Pacers.
Em duas temporadas em Philadelphia, Luwawu-Cabarrot fez 121 jogos e teve médias de 6.1 pontos, 1.8 rebotes e 1.1 assistências.

### Oklahoma City Thunder (2018–2019)
Em 25 de julho de 2018, Luwawu-Cabarrot foi negociado com o Oklahoma City Thunder em uma troca de três equipes que também envolveu o Atlanta Hawks.

### Chicago Bulls (2019)
Em 1 de fevereiro de 2019, Luwawu-Cabarrot foi negociado para o Chicago Bulls em troca de uma escolha na segunda rodada no Draft de 2020.

### Brooklyn Nets (2019–2021)
Em 30 de setembro de 2019, Luwawu-Cabarrot se juntou ao Cleveland Cavaliers para o campo de treinamento e jogou dois jogos na pré-temporada antes de ser dispensado.
Em 23 de outubro de 2019, ele assinou um contrato de mão dupla com o Brooklyn Nets e o seu afiliado na G-League, Long Island Nets. Em 15 de janeiro de 2020, os Nets anunciaram que assinaram um contrato de 10 dias com Luwawu-Cabarrot. Em 25 de janeiro, ele assinou um segundo contrato de 10 dias. Em 7 de fevereiro, Luwawu-Cabarrot assinou um contrato até o fim da temporada com os Nets.

### Atlanta Hawks (2021–Presente)
Em 22 de setembro de 2021, Luwawu-Cabarrot foi contratado pelo Atlanta Hawks.

## Carreira na seleção
Luwawu-Cabarrot jogou pela Seleção Francesa no Eurobasket Sub-20 de 2014 e de 2015. Em 2015, ele levou a França as semifinais com médias de 11,6 pontos e 4,9 rebotes.
Ele foi membro da Seleção Francesa que terminou em segundo lugar nas Olimpíadas de Tóquio em 2020. Na partida da medalha de ouro contra os Estados Unidos, Luwawu-Cabarrot marcou 11 pontos.

## Estatísticas

### NBA

#### Temporada regular
| Ano      | Equipe        | PJ  | PT | MPJ  | AP   | 3P   | LL   | RT  | AS  | BR | TO | PPJ |
| -------- | ------------- | --- | -- | ---- | ---- | ---- | ---- | --- | --- | -- | -- | --- |
| 2016–17  | Philadelphia  | 68  | 19 | 17.2 | .402 | .311 | .854 | 2.2 | 1.1 | .5 | .1 | 6.4 |
| 2017–18  | Philadelphia  | 52  | 7  | 15.5 | .375 | .335 | .793 | 1.4 | 1.0 | .2 | .1 | 5.8 |
| 2018–19  | Oklahoma City | 21  | 1  | 5.9  | .302 | .227 | .667 | .9  | .2  | .2 | .0 | 1.7 |
| 2018–19  | Chicago       | 29  | 6  | 18.8 | .394 | .330 | .771 | 2.7 | .8  | .5 | .2 | 6.8 |
| 2019–20  | Brooklyn      | 47  | 2  | 18.1 | .435 | .388 | .852 | 2.7 | .6  | .4 | .1 | 7.8 |
| 2020–21  | Brooklyn      | 58  | 7  | 18.1 | .365 | .314 | .814 | 2.2 | 1.2 | .6 | .1 | 6.4 |
| 2021–22  | Atlanta       | 52  | 18 | 13.2 | .398 | .361 | .854 | 1.6 | .8  | .3 | .1 | 4.4 |
| Carreira | Carreira      | 327 | 60 | 15.2 | .381 | .323 | .800 | 1.9 | .8  | .3 | .0 | 5.6 |

#### Playoffs
| Ano      | Equipe   | PJ | PT | MPJ  | AP   | 3P   | LL   | RT  | AS  | BR | TO | PPJ  |
| -------- | -------- | -- | -- | ---- | ---- | ---- | ---- | --- | --- | -- | -- | ---- |
| 2020     | Brooklyn | 4  | 3  | 32.8 | .339 | .333 | .917 | 3.8 | 1.5 | .8 | .0 | 16.0 |
| 2021     | Brooklyn | 7  | 0  | 3.6  | .300 | .333 | —    | .4  | .3  | .0 | .0 | 1.1  |
| 2022     | Atlanta  | 4  | 0  | 5.5  | .500 | .333 | —    | .8  | .5  | .0 | .0 | 1.3  |
| Carreira | Carreira | 15 | 3  | 13.9 | .379 | .333 | .917 | 1.6 | .7  | .2 | .0 | 6.1  |

Fonte: